# Felipe Alliende
Felipe Alliende González (Santiago, 11 de junio de 1929), es un profesor, escritor chileno.

## Biografía
Estudió Filosofía y Teología en la Universidad Pontificia Comillas (España) y en la Pontificia Universidad Gregoriana en Roma (1949-1952). Se tituló como profesor de Castellano en la Universidad de Chile (1953-1960). Se incorporó como ayudante tercero ad-honorem al cuerpo académico de dicha universidad y llegó a ser profesor titular en 1992.
Entre 1954-1967 trabajó en lo que es actualmente la Facultad de Filosofía y Letras, como profesor de Lenguas Clásicas.
En el año 1967 se incorporó al Departamento de Estudios Humanísticos de la Facultad de Ciencias Físicas y Matemáticas. Impartió clases de literatura, filosofía, lingüística y latín.
En 1986 recibió el premio "Marcela Paz", que se otorgaba por primera vez, por su libro "'Mi amigo, El Negro".
En 1988 se incorporó a la Academia Chilena de la Lengua, como miembro de número.
En 1988 recibió un premio por su dedicación a la enseñanza, otorgado por la Universidad de Santo Tomás.
Entre 1987- 1991 obtuvo un doctorado en educación en la Universidad de Gales(University of Wales UK).
Ha impartido cursos para el mejoramiento de la enseñanza del lenguaje y comunicación en la mayoría de los países latinoamericanos.
Entre 1987-1991 trabajó como asesor de la UNESCO para el mejoramiento de la educación en la República de Guatemala. Asesoró a un grupo de profesores del Ministerio de Educación de dicho país a elaborar nuevos programas y textos escolares.
Entre 1992 - 2009 trabajó como asesor del Ministerio de Educación de Chile. Colaboró en la elaboración de planes y programas de estudio para el área del Lenguaje y Comunicación. También estuvo a cargo de la elaboración de los marcos curriculares y mapas de aprendizaje de dicha área.
En 2007 se incorporó a la Universidad Alberto Hurtado como profesor de Literatura Infantil y Gramática, retirándose en el año 2015. Desde febrero de 2016 debido a problemas de salud, vive en la residencia para las personas de la tercera edad: "La Santa Cruz", de la sociedad de San Vicente de Paul.

### Matriminios e hijos
Viudo de Mabel
Condemarín Grimberg (2004), educadora ella también, tienen cuatro hijos y siete nietos. En noviembre de 2016 contrajo matrimonio con la psiquiatra Eliana Corona en la residencia de la Santa Cruz, donde ambos viven. La ceremonia fue oficiada por el sacerdote Joaquín Alliende, primo del novio.
De manera individual o en unión con Mabel Condemarín y otras educadoras, Felipe Alliende ha escrito numerosos textos escolares y obras sobre el proceso de lectura.

## Obras
Libros para niños:
- "Mi amigo, el Negro" (Editorial Universitaria, 1986).
- "Javiera y Lobito con las aventuras de Sebastián y el amigo zorro" (Ediciones SM Chile, 1992).
- "El día de las bacterias" (Pehuén Editores, 1993). (cuentos)
- "Un enano con problemas" (Editorial Universitaria, 1994).
- "Historia del árbol que habló" (Editorial Universitaria, 1994).
- "Historias de González" (Editorial Universitaria, 2008).
- "Nuevos Cofres para antiguos cuentos I" (Editorial SM Chile, 2009).
- "Nuevos Cofres para antiguos cuentos II" (Inédito).
- "Nuevos Cofres para antiguos cuentos III" (Inédito).
- "Las visiones de Martín" (Inédito).
- "El pobre Periquillo" (Primera parte de su Autobiografía Espontánea, 2018)[5]

Libro para adolescentes y adultos:
- "De puro caballero que soy" (LOM Ediciones, 2004).
- "Pacífico Sexto" (Novela, Inédito).

Textos escolares
- "Castellano; Ciencias sociales: sexto año básico: guía del maestro", Felipe Alliende et al. (Zig-Zag, 1970).
- "Castellano: antología y apuntes de teoría literaria : 2° año de enseñanza media", material seleccionado por los profesores Mario Rodríguez, Juan Villegas, Felipe Alliende (Editorial Universitaria, 1970).
- "Castellano: séptimo básico Felipe Alliende y Fidel Sepúlveda, Zig- Zag (Magisterio Americano), 1977.
- "Castellano: octavo año básico", Felipe Alliende,Mario Rodríguez (Zig-Zag, 1971)
- "Castellano: sexto año básico", Felipe Alliende, Ximena Cabrera (Santillana, 1974)
- "Castellano: quinto año básico", Felipe Alliende et al, Santillana, 1974, (Colección Senderos)
- "Ene-tene tu: apresto para la lectura", Felipe Alliende, Mabel Condemarín (Zig Zag, 1969, 11.ª edición,1982). Colección Fontana.
- "Dame la mano: lectura y lenguaje 1° básico" Felipe Alliende, Mabel Condemarín, Mariana Chadwick (Zig Zag, 1983,Colección Fontana)
- "Había uma vez un carrito", segundo año básico, Felipe Alliende, Mabel Condemarín(Zig Zag, 1975, Colección Fontana)
- "Claudia y Javier", tercer año básico, Felipe Alliende, Mabel Condemarín(Zig Zag, 1976, Colección Fontana)
- "Castellano: quinto año básico", Felipe Alliende y Mabel Condemarín (Zig Zag. 1977 Colección Fontana)
- "Javiera y Lobito aprenden a leer", Texto de lectura inicial para Primer Año Básico (Dolmen Educación, 1993)
- "Sebastián y Javiera leen cuentos", Texto de lectura para Segundo Año Básico (Dolmen Educación, 1994)
- "Javiera, Sebastián y la patrulla secreta ", Texto de castellano para Tercer Año Básico (Dolmen Educación, 1995)
- "Nuevas aventuras de la patrulla secreta", Texto de castellano para Cuarto Año Básico (Dolmen Educación, 1996)
- "Comprensión de la lectura 1: fichas para el desarrollo de la comprensión de la lectura, destinadas a niños de 7 a 9 años'", Felipe Alliende et al. (Andrés Bello, 1995, 11.ª edición, actualizada el 2008)
- "Comprensión de la lectura 2: fichas de lectura para ninõs de 10 a 12 años", Felipe Alliende et al. (Galdoc, 1982, 1.ª edición; Andrés Bello 2001, 16.ª edición, actualizada 2009)
- "Comprensión de la lectura 3: fichas para el desarrollo de la comprensión de la lectura, destinadas a adolescentes", Felipe Alliende et al. (Andrés Bello, 1996, 9.ª edición)
- "Viajeros Virtuales, Exploración Bioética por la Historia de las Ciencias" (manual auto-instruccional para la enseñanza de la Bioética), Clara Misrachi, Felipe Alliende, Darío Osses y Fernando Lolas (Editorial LOM, 2001)

Textos académicos
- "La lectura: teoría, evaluación y desarrollo", Felipe Alliende y Mabel Condemarín (Andrés Bello, 1986, actualizado 2002)
- "De la asignatura de Castellano al área del lenguaje", Felipe Alliende y Mabel Condemarín (Dolmen Ediciones, 1997)
- "La legibilidad de los textos", Felipe Alliende, Andrés Bello 1994 (Adaptación Doctoral, "Manual para la selección y evaluación de textos").

Participación en obras de la Real Academia Española (RAE), Academia Chilena de la Lengua y Asociación de academias de la lengua española (ASALE). Coautor de:
- "Diccionario de uso del español de Chile" (2000 avance, 2010 edición definitiva)
- "Diccionario de americanismos" (ASALE, 2007,actualización 2011)
- "Diccionario de la Real Academia Española" (Edición 1991, Edición 2001)
- "Nueva gramática básica de la lengua española" (RAE, 2012)
- "Pienso bien pero lo digo mal" (Editorial Catalonia, 2014)
- "Diccionario de la lengua española" (RAE, 2015)
- "640 frases que tipifican el habla de Chile" (Academia chilena de la lengua, 2016)
- "Diccionario básico para uso escolar" (SM, 2006)
- "Diccionario avanzando para uso escolar" (SM, 2007)
- "Autor de varios artículos, cuentos y discursos en boletín en la Academia Chilena de la Lengua e Instituto de Chile.
- Durante 28 años ha formado parte de la comisión de lexicografía de la Academia chilena de la Lengua y ha participado en todas sus publicaciones.

## Premios
- Premio Marcela Paz (1986).
- Premio Academia Chilena de la Lengua (1987).
- Premio Santo Tomás (1991) según se publica en página web de la Universidad Santo Tomás por un jurado compuesto por Premios Nacionales.